# 地铁车辆机械制造厂
地铁车辆机械制造厂股份公司（俄语：ОАО «Метровагонмаш»，拉丁转写：OJSC "Metrovagonmash"）是俄罗斯一家轨道交通车辆制造商，也是运输机械控股集团的子公司之一，主要产品和业务包括地铁车辆、铁路动车组的制造和维修，公司总部位于莫斯科州东北部城市梅季希。

## 历史
地铁车辆机械制造厂的前身为始创于1897年的梅季希机器制造厂，创始人是俄国世袭荣誉公民及资本家萨夫瓦·马蒙托夫（Са́вва Ива́нович Ма́монтов）、贵族康斯坦丁·阿尔齐布舍夫（Константин Арцыбушев），和美籍工程师亚历山大·巴里（Алекса́ндр Вениами́нович Ба́ри）。巴里在1895年12月向俄罗斯帝国财政部提交了一份关于在莫斯科建立铁路车辆厂联合股份公司的建议书，并在1896年1月2日经财政部委员会授权、沙皇尼古拉二世批准建立上述公司。梅季希机器制造厂于1897年建成投产，初期主要为北方铁路制造车辆和备用零件。1903年，工厂开始为莫斯科生产有轨电车车辆和扫雪机械。
1926年，梅季希机器制造厂开始研制电力动车组，并随即投入批量生产。1935年，工厂开始为莫斯科地铁提供列车。在苏德战争期间，梅季希机器制造厂生产了大量武器装备，包括反坦克地雷、火箭炮、装甲列车、自行火炮和防空坦克等。第二次世界大战结束后，梅季希机器制造厂恢复生产地铁列车和电力动车组，并开始生产载重汽车。
1925年至1941年间，该厂是苏联唯一的电力动车组生产厂家，至1952年后主要生产地铁车辆，不再生产铁路列车。梅季希机器制造厂是当时苏联国内最大的地铁车辆制造商，从1934年至1994年间共生产了超过7000辆地铁车辆，并广泛出口到波兰、保加利亚、匈牙利、捷克斯洛伐克等东欧国家。

## 产品

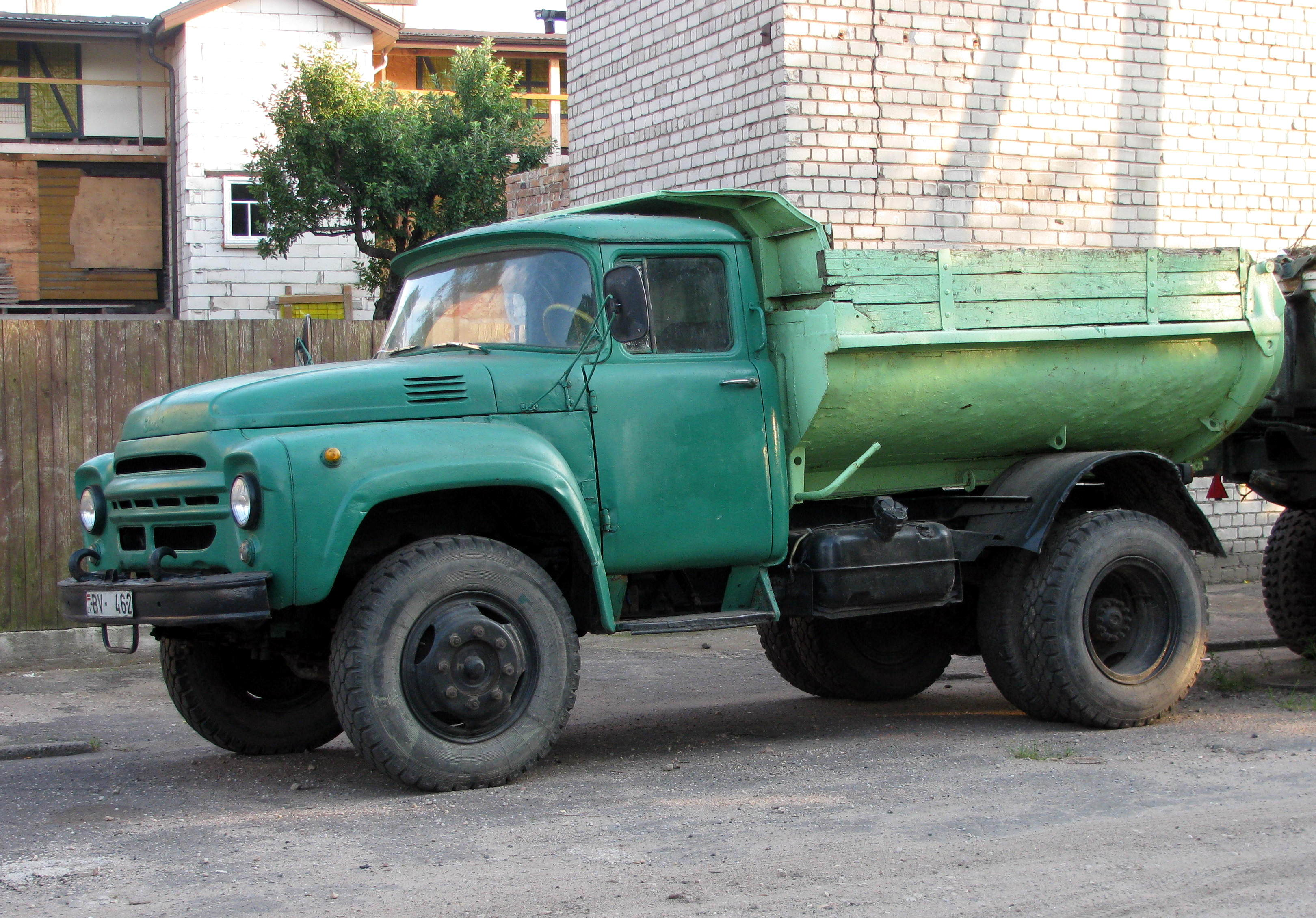
ZiL-130载重汽车
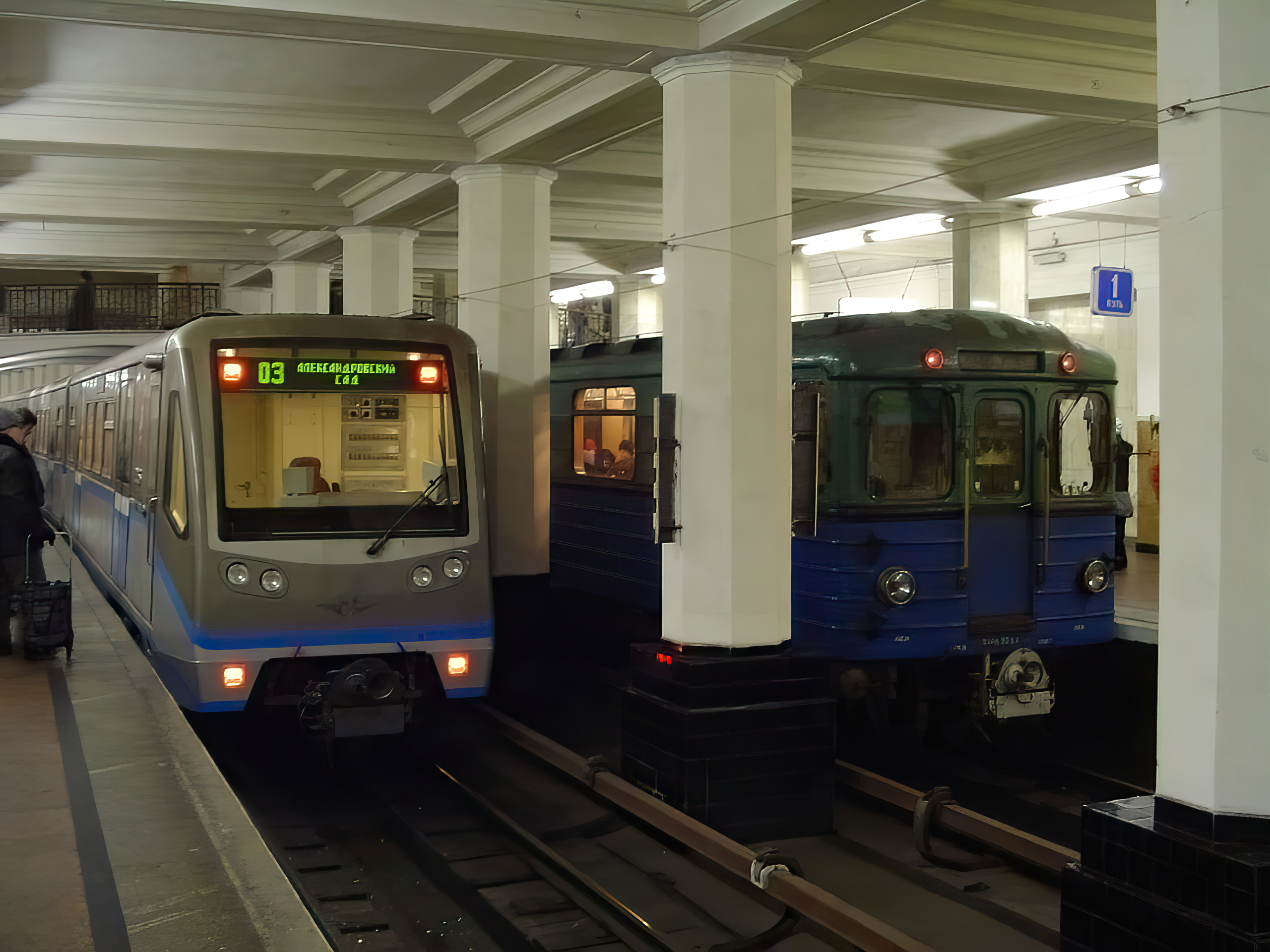
莫斯科地铁车辆
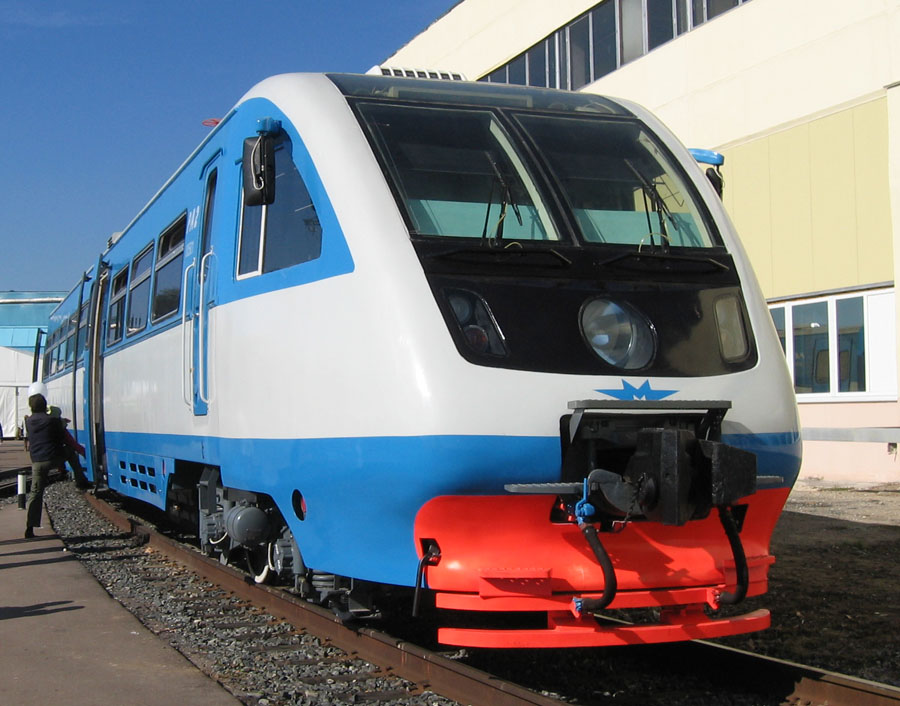
RA2型柴油动车组
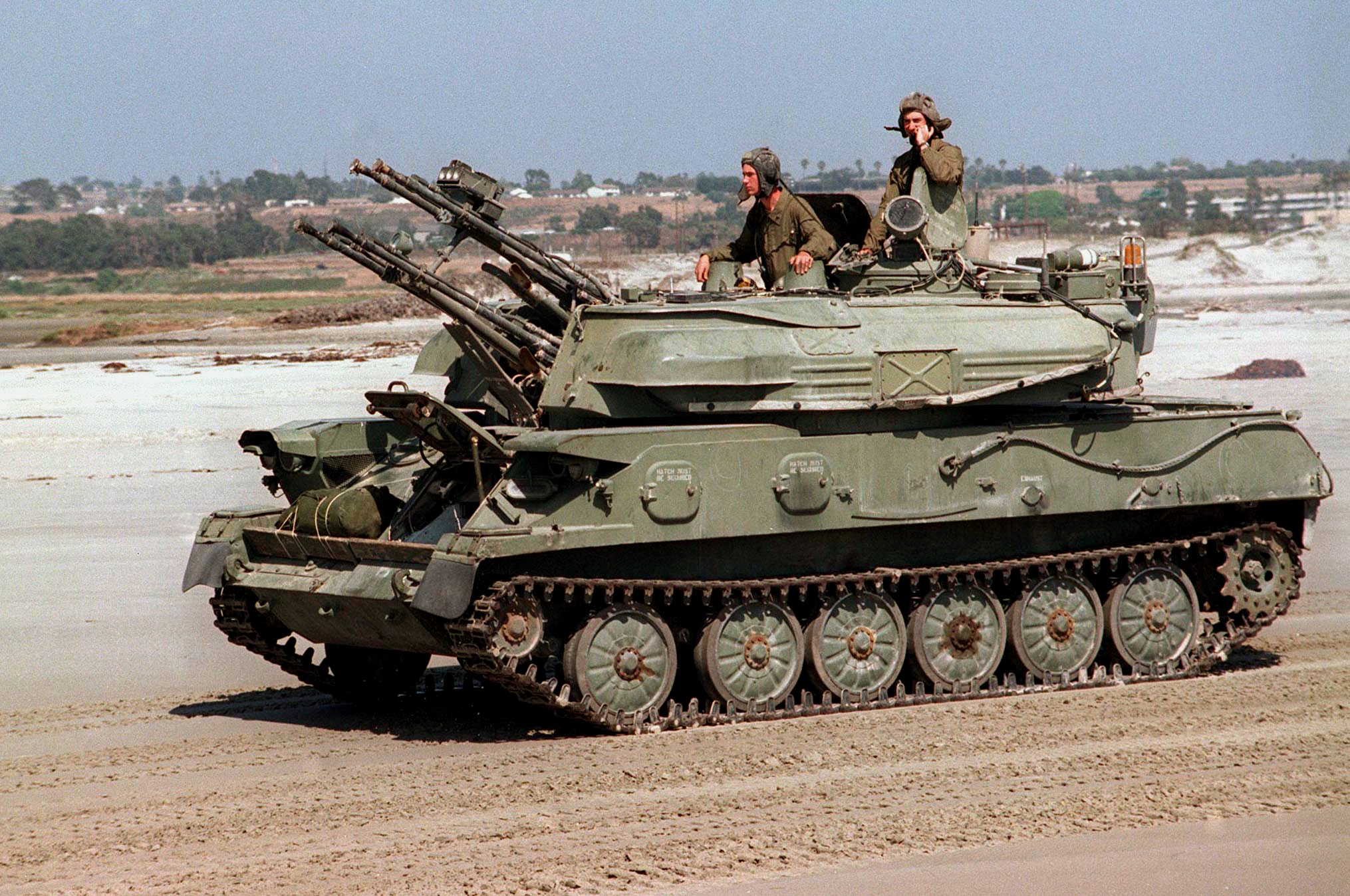
ZSU-23-4自行防空火炮